# Christopher Rocchia
Christopher Rocchia (* 1. Februar 1998 in Marseille) ist ein französisch-komorischer Fußballspieler.

## Karriere
Rocchia begann seine fußballerische Ausbildung 2011 bei Olympique Marseille. 2015/16 spielte er bereits dreimal in der National 3 für die Zweitmannschaft. In der Folgesaison lief er dort bereits achtmal auf. 2017/18 spielte er bereits zwölfmal für die Amateure, stand aber bereits im Kader der Ligue 1 und Europa League, welche man als Vize-Sieger abschloss. Am 29. November 2018 gab er sein Debüt für die erste Mannschaft, als er im Europa-League-Gruppenspiel gegen Eintracht Frankfurt bei der 0:4-Niederlage in der 80. Minute für Jordan Amavi eingewechselt wurde. Zwei Monate später (22. Spieltag) wurde er auch in der Ligue 1 eingewechselt und gab somit gegen den OSC Lille sein Ligadebüt.
Wenige Tage später wurde er jedoch in die zweitklassige Ligue 2 an den FC Sochaux verliehen. Am 8. Februar 2019 (24. Spieltag) stand er gegen die AS Béziers in der Startformation und debütierte somit für den Verein. Bis zum Rest der Saison lief er in insgesamt acht Zweitligaspielen auf. Nach zweimonatigem Verweilen nach seiner Rückkehr wurde er erneut an den FC Sochaux verliehen. Gegen den AC Le Havre am 8. November 2019 (14. Spieltag) schoss er nach Einwechslung den 2:0-Siegtreffer und somit sein erstes Tor im Profifußball. In der bis zum 28. Spieltag gespielten Spielzeit 2019/20 kam er bei Sochaux in 22 Ligaduellen zum Einsatz.
Nach seiner erneuten Rückkehr zu Marseille entschloss er sich zunächst zu bleiben, kam aber kaum zu Spielzeit bei OM.
Daraufhin wechselte er ablösefrei zum Absteiger FCO Dijon. Bei der 1:3-Niederlage gegen den FC Sochaux stand er in der Startelf und debütierte für seinen neuen Verein. Nach der Spielzeit 2022/23 stieg Sochaux ab. Seitdem ist Rocchia vereinslos.

## Erfolge
- Vize-Europa-League-Sieger: 2018